# Dragan Pechmalbec
Dragan Pechmalbec (en serbe : Dragan Pešmalbek, en serbe en écriture cyrillique : Драган Пешмалбек), né le 5 janvier 1996 à Cahors, est un joueur franco-serbe de handball évoluant au poste de pivot. En 2021, il renonce à l'équipe de France et se met à disposition de la Serbie. En 2022, après six ans au HBC Nantes, il rejoint le club hongrois du Veszprém KSE.

## Biographie
Né à Cahors d'une mère serbe - par ailleurs handballeuse de haut-niveau - et d'un père lotois, Dragan Pechmalbec grandit à Montfort-sur-Meu, près de Rennes. Jusqu'à ses 16 ans, il pratique le football et jouait au Stade rennais mais faute de pouvoir épouser une carrière professionnelle, il opte pour le handball et porte notamment le maillot du Cercle Paul Bert Rennes,. Rapidement, il joue en Nationale 3 puis en Nationale 1 où il se fait remarquer par le HBC Nantes qu’il rejoint à l’été 2016,.
Tout s’accélère alors puisque Pechmalbec joue son premier match professionnel avec Nantes au Trophée des champions 2016 puis signe son premier contrat professionnel en décembre 2016,. Avec le club ligérien, il évolue ainsi en championnat de France, étant  vice-champion de France en 2017, et en Ligue des champions, atteignant la finale de la compétition en 2018.
En mars 2018, profitant des blessures de nombreux cadres, il est appelé pour la première fois en équipe de France. Il honore sa première sélection contre le Danemark dans le cadre de la Golden League le 5 avril 2018,. Il est sur la feuille de match pour les trois rencontres mais ne marque pas de but.
S'il apparaît régulièrement sur les listes élargies de l'équipe de France et participe à plusieurs stages, il ne connaît pas de nouvelle sélection. En avril 2021, trois ans après sa dernière sélection, il refuse de participer à un stage avec la France et annonce sa mise à disposition pour l'équipe nationale de Serbie, le pays d'origine de sa mère,. Il joue son premier match avec la Serbie en juin 2020 contre la Macédoine du Nord.
En novembre 2021, son départ de Nantes pour le club hongrois du Veszprém KSE à l'intersaison 2022 est annoncé.

## Palmarès

### En club
Compétitions internationales
- Coupe du monde des clubs
  - Vainqueur (1) : 2024 (en)
- Ligue des champions
  - Finaliste en 2018
  - Demi-finaliste en 2021

Compétitions nationales
- Coupe de France
  - Vainqueur (1) : 2017
  - Finaliste en 2022
- Coupe de la Ligue
  - Vainqueur (1) : 2022
  - Finaliste en 2017
- Vainqueur du Trophée des champions en 2017
- Vice-champion de France en 2017 et 2022
- Championnat de Hongrie
  - Vainqueur (2) : 2023, 2024
- Coupe de Hongrie
  - Vainqueur (2) : 2023, 2024

### En équipes nationales
Serbie
- 14e place au Championnat d'Europe 2022
- 11e place au Championnat du monde 2023
- 19e place au Championnat d'Europe 2024

France junior
- médaille de bronze au Championnat du monde junior 2017
- médaille de bronze au championnat d'Europe junior 2016